# Susanna Agnelli

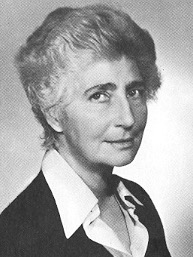
Susanna Agnelli

Susanna Agnelli (* 24. April 1922 in Turin; † 15. Mai 2009 in Rom) war eine italienische Politikerin.

## Leben
Susanna Agnelli war Tochter Edoardo Agnellis und Virginia Bourbons sowie Schwester Giovanni Agnellis, des langjährigen geschäftsführenden Gesellschafters von FIAT, zu dem sie bis zu seinem Tod ein sehr enges Verhältnis hatte.
Nach dem Unfalltod ihres Vaters kamen sie und ihre fünf Geschwister zum väterlichen Großvater, der ihrer Mutter verbot, mit den Kindern Kontakt zu haben. Erst auf Drängen Benito Mussolinis, den ihre Mutter um Hilfe gebeten hatte, konnten die Kinder zu ihr zurück. Susanna Agnelli war Mitglied der Piccole Italiane, einer der Balilla entsprechenden Organisation für Mädchen. Im Zweiten Weltkrieg arbeitete sie nach dem Abitur zunächst als Krankenschwester im römischen Lazarett der Luftwaffe, dem Ospedale Littorio. Nachdem ihre Mutter sie und ihre Schwestern in die Schweiz nach Ouchy zur Weiterbildung geschickt hatte, schrieb sie sich an der Universität Lausanne zum Medizinstudium ein, welches sie nach Kriegsende an der Universität Rom fortsetzte, ohne es jedoch abzuschließen. Wie aus ihren Memoiren eindeutig hervorgeht, war sie von Jugend auf eng befreundet mit der Familie des italienischen Außenministers Graf Galeazzo Ciano und hatte auch Kontakt zu Emilio Pucci.
Danach war sie von 1974 bis 1984 Bürgermeisterin von Monte Argentario. Seit 1982 antwortete sie auf Leserprobleme in der Wochenzeitschrift Oggi.
Für zwei Legislaturperioden, von 1976 bis 1983, vertrat Agnelli den Partito Repubblicano Italiano (PRI) in der Camera dei deputati. 1979 wurde sie ins Europäische Parlament gewählt. Dort blieb sie etwas über zwei Jahre und war Mitglied im Ausschuss für Außenwirtschaftsbeziehungen. 1983 und 1987 wurde sie zur Senatorin gewählt. Zwischen 1984 und 1987 war Susanna Agnelli Mitglied in der Menschenrechtskommission der UNO. 1993 bewarb sich Susanna Agnelli um den Bürgermeisterposten in Rom. Nachdem sie bereits in verschiedenen Regierungen (von 1983 bis 1991) Staatssekretärin des Außenministeriums gewesen war, wurde sie von 1995 bis 1996 in der Regierung von Ministerpräsident Dini zur ersten Außenministerin in der Geschichte Italiens.
1984 verlieh ihr das Mount Holyoke College einen Ehrendoktortitel in Rechtswissenschaften.
Sie bezeichnete ihre Familie oft als die „Kennedys“ Italiens. Agnelli war mit Urbano Rattazzi (1918–2012) verheiratet, von dem sie sich später scheiden ließ, und Mutter von sechs Kindern. Agnelli brachte sich in verschiedene soziale Aktivitäten ein, seit 1992 war sie Präsidentin der italienischen Fondazione Theleton, einer gemeinnützigen Organisation (siehe auch Telethon). Am 15. Mai 2009 verstarb sie in der Gemelli-Klinik in Rom.

## Schriften
- Wir trugen immer Matrosenkleider. Piper Verlag, München 1978, zuletzt München 1992, ISBN 3-492-10726-5 (ital.: Vestivamo alla marinara. Mondadori, Mailand 1975; Autobiografie; ausgezeichnet 1975 mit dem Premio Bancarella).
- Gente alla deriva. (1980)
- Ricordati Gualeguaychu. (1982)
- Addio, addio mio ultimo amore. (1985)